# Дискографія Rise Against
Стаття описує дискографію американського панк-рок гурту Rise Against. Дискографія включає в себе шість студійних альбомів, один демо-альбом, два мініальбоми, два спліт-альбоми, два відео-альбоми, тринадцять відеокліпів, вісімнадцять синглів і п'ять саундтреків. Цей список не містить матеріал теперішніх або колишніх членів Rise Against, що входили до складу дотичних проектів, таких як: 88 Fingers Louie, Arma Angelus, Baxter та The Killing Tree.

## Студійні альбоми
| Рік                                         | Деталі альбому | Найвищі чартові позиції | Найвищі чартові позиції | Найвищі чартові позиції | Найвищі чартові позиції | Найвищі чартові позиції | Найвищі чартові позиції | Найвищі чартові позиції | Найвищі чартові позиції | Найвищі чартові позиції | Найвищі чартові позиції | Сертифікації                              |
| Рік                                         | Деталі альбому | США                     | Австралія               | Австрія                 | Фландрія                | Канада                  | Швейцарія               | Німеччина               | Нова Зеландія           | Швеція                  | Велика Британія         | Сертифікації                              |
| ------------------------------------------- | --- | ----------------------- | ----------------------- | ----------------------- | ----------------------- | ----------------------- | ----------------------- | ----------------------- | ----------------------- | ----------------------- | ----------------------- | ----------------------------------------- |
| 2001                                        | The Unraveling - Випущений: 24 квітня 2001 - Лейбл: Fat Wreck Chords - Формат: CD, LP, завантаження музики          | —                       | —                       | —                       | —                       | —                       | —                       | —                       | —                       | —                       | —                       |                                           |
| 2003                                        | Revolutions per Minute - Випущений: 8 квітня 2003 - Лейбл: Fat Wreck Chords - Формат: CD, LP, завантаження музики   | —                       | —                       | —                       | —                       | —                       | —                       | —                       | —                       | —                       | —                       |                                           |
| 2004                                        | Siren Song of the Counter Culture - Випущений: 10 серпня 2004 - Лейбл: Geffen - Формат: CD, LP, завантаження музики | 136                     | —                       | —                       | —                       | —                       | —                       | —                       | —                       | —                       | —                       | - США: Золотий - Канада: Платиновий       |
| 2006                                        | The Sufferer & the Witness - Випущений: 4 липня 2006 - Лейбл: Geffen - Формат: CD, LP, завантаження музики          | 10                      | 21                      | 75                      | —                       | 5                       | 98                      | 77                      | —                       | —                       | 171                     | - США: Золотий - Канада: Платиновий       |
| 2008                                        | Appeal to Reason - Випущений: 7 жовтня, 2008 - Лейбл: Geffen - Формат: CD, LP, завантаження музики                  | 3                       | 7                       | 34                      | 55                      | 1                       | 44                      | 21                      | 34                      | 51                      | 68                      | - US: Gold - CAN: Platinum                |
| 2011                                        | Endgame - Випущений: 15 березня 2011 - Лейбл: DGC/Interscope - Формат: CD, LP, завантаження музики                  | 2                       | 2                       | 3                       | 23                      | 1                       | 12                      | 1                       | 6                       | 6                       | 27                      | - Канада: Платиновий - Німеччина: Золотий |
| «—» означає, що реліз не потрапив до чарту. | |                         |                         |                         |                         |                         |                         |                         |                         |                         |                         |                                           |

## Міні-альбоми
| Рік                                                                                             | Деталі альбому                                                                                              |
| ----------------------------------------------------------------------------------------------- | --- |
| 2007                                                                                            | |
| This Is Noise - Випущений: 3 липня 2007 - Лейбл: Geffen - Формат: 7" вінил, завантаження музики | |
| 2009                                                                                            | Rise Against 7" - Випущений: 12 травня 2009 - Лейбл: Fat Wreck Chords - Формат: 7" вінил (обмежене видання) |
| 2000                                                                                            | Transistor Revolt - Випущений: 2000 - Лейбл: - Формат: 7" вінил (обмежене видання)                          |
| 2011                                                                                            | Join the Ranks - Випущений: 16 квітня, 2011 - Лейбл: Fat Wreck Chords - Формат: 7" вінил (обмежене видання) |

## Демо-альбоми
| Рік  | Деталі альбому                                                            |
| ---- | ------------------------------------------------------------------------- |
| 2000 | Transistor Revolt - Випущений: 2000 - Лейбл: самовидання - Формат: касета |

## Сингли
| Рік                                         | Назва                                 | Позиції у чартах | Позиції у чартах | Позиції у чартах | Позиції у чартах | Позиції у чартах | Позиції у чартах | Позиції у чартах | Позиції у чартах | Сертифікації   | Альбом                            |
| Рік                                         | Назва                                 | США              | US Alt.          | US Main.         | US Pop           | US Rock          | Канада           | CAN Alt          | CAN Rock         | Сертифікації   | Альбом                            |
| ------------------------------------------- | ------------------------------------- | ---------------- | ---------------- | ---------------- | ---------------- | ---------------- | ---------------- | ---------------- | ---------------- | -------------- | --------------------------------- |
| 2003                                        | «Like the Angel»                      | —                | —                | —                | —                | —                | —                | —                | —                |                | Revolutions per Minute            |
| 2004                                        | «Give It All»                         | —                | 37               | —                | —                | —                | —                | —                | —                |                | Siren Song of the Counter Culture |
| 2005                                        | «Swing Life Away»                     | 117              | 12               | —                | 95               | —                | —                | —                | —                |                | Siren Song of the Counter Culture |
| 2005                                        | «Life Less Frightening»               | —                | 33               | —                | —                | —                | —                | —                | —                |                | Siren Song of the Counter Culture |
| 2006                                        | «Ready to Fall»                       | —                | 13               | —                | —                | —                | —                | —                | —                |                | The Sufferer & the Witness        |
| 2006                                        | «Prayer of the Refugee»               | —                | 7                | —                | —                | —                | 21               | —                | —                | - США: Золотий | The Sufferer & the Witness        |
| 2007                                        | «The Good Left Undone»                | —                | 6                | —                | —                | —                | —                | —                | —                |                | The Sufferer & the Witness        |
| 2008                                        | «Re-Education (Through Labor)»        | 112              | 3                | 22               | —                | —                | 63               | —                | —                |                | Appeal to Reason                  |
| 2009                                        | «Audience of One»                     | —                | 4                | —                | —                | 16               | 59               | —                | —                |                | Appeal to Reason                  |
| 2009                                        | «Savior»                              | 102              | 3                | 18               | —                | 3                | 68               | —                | —                | - США: Золотий | Appeal to Reason                  |
| 2009                                        | «Hero of War»                         | —                | —                | —                | —                | —                | —                | —                | —                |                | Appeal to Reason                  |
| 2011                                        | «Help Is on the Way»                  | 89               | 2                | 6                | —                | 2                | 45               | 6                | 14               |                | Endgame                           |
| 2011                                        | «Make It Stop (September's Children)» | —                | 6                | 14               | —                | 8                | —                | 10               | 17               |                | Endgame                           |
| 2011                                        | «Satellite»                           | —                | 7                | 13               | —                | 7                | —                | 11               | —                |                | Endgame                           |
| 2012                                        | «Wait for Me»                         | —                | 16               | 10               | —                | 14               | —                | —                | —                |                | Endgame                           |
| «—» означає, що реліз не потрапив до чарту. |                                       |                  |                  |                  |                  |                  |                  |                  |                  |                |                                   |

## Відео-альбоми
| Рік  | Відео                                                                                              |
| ---- | -------------------------------------------------------------------------------------------------- |
| 2006 | Generation Lost - Випущений: 5 грудня 2006 - Лейбл: Geffen - Формат: DVD                           |
| 2010 | Another Station: Another Mile - Випущений: October 5 жовтня 2010 - Лейбл: Interscope - Формат: DVD |

## Відеокліпи
| Рік  | Назва                                                     |
| ---- | --------------------------------------------------------- |
| 2003 | Heaven Knows                                              |
| 2004 | Dancing for Rain (Live) Give it All                       |
| 2005 | Broken English (Live) Swing Life Away                     |
| 2006 | Ready to Fall Prayer of the Refugee Like the Angel (Live) |
| 2007 | Behind Colsed Doors The Good Left Undone                  |
| 2008 | Re-education                                              |
| 2009 | Hero of War Savior Audience of One                        |
| 2011 | Make It Stop Satellite Help Is on the Way                 |
| 2012 | Ballad of Hollis Brown (кавер Боба Ділана)                |